# Stöckler Lajos
Stöckler Lajos (Sopron,[forrás?] 1897 — Sydney,[forrás?] Ausztrália, 1960. június 1.) vállalkozó, csipkegyáros.

## Élete

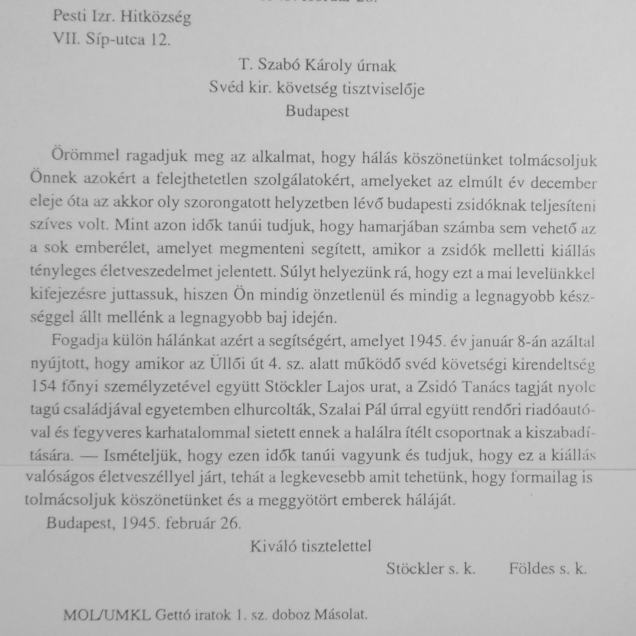
Stöckler Lajos, a Budapesti Zsidó Hitközség elnökének köszönetnyilvánítása (1945. február 26.)

A magyar holokauszt idején 1944 őszétől a budapesti Zsidó Tanács és a budapesti gettó vezetője. A súlyos körülmények között hatékonyan irányította a gettólakók élelmezését és védelmét.
1945 és 1950 között a Pesti Izraelita Hitközség elnöke. 1950-ben kinevezték a Magyar Izraeliták Országos Képviseletének élére. 1953-ban az ÁVH letartóztatta. A kihallgatások során megkínozták. Az 1956-os magyar forradalom után családjával együtt elhagyta Magyarországot és Ausztráliában telepedett le. 1960-ban hunyt el.